# Carlos Perdomo
Carlos Perdomo – belizeński polityk, członek Zjednoczonej Partii Demokratycznej, poseł z okręgu Caribbean Shores i minister bezpieczeństwa narodowego w latach 2008-2012.

## Życiorys
Związał się ze Zjednoczoną Partią Demokratyczną i z jej ramienia kandydował do parlamentu.
7 lutego 2008 wygrał wybory parlamentarne w okręgu Caribbean Shores zdobywając 2195 głosów. Został członkiem Izby Reprezentantów, w po pokonaniu Jose Coye z PUP stosunkiem głosów: 65,44% do 33,81%
14 lutego premier Dean Barrow powołał go do swojego rządu na stanowisko ministra bezpieczeństwa narodowego.
W kolejnych wyborach nie startował.